# Gottfried Carl Wilhelm Gottlob von Blücher
Gottfried Carl Wilhelm Gottlob von Blücher (født 6. december 1762 i Penzlin i Mecklenburg-Strelitz, død 6. juli 1814 i Christiania) var en dansk officer, bror til Frederik von Blücher.
Han var en søn af stifteren af slægten Blüchers danske gren (Blücher-Altona), oberstløjtnant ved sjællandske regiment ryttere Carl Leopold von Blücher (1719 – 3. september 1775), og Sophie Henriette f. von Plessen (død 15. september 1786). Han fik sekondløjtnants udnævnelse 1779 og blev 2 år efter ansat ved Livgarden til Hest. På grund af en duel måtte han imidlertid 1787 forlade Danmark, men fik tilladelse til med ritmesters karakter at gå i russisk tjeneste og gjorde her som onklen, Carl Leopold von Blücher, før ham opsigt ved sine krigerske talenter og en glimrende tapperhed. Han kæmpede først under Grigorij Potemkin mod tyrkerne og deltog derefter i krigen mod Sverige; efter slaget ved Focşani 21. juli 1789 udnævntes han til major, og der tildeltes ham Sankt Georgskorset, og året efter blev han oberstløjtnant og hædredes med en æreskårde.
1791 vendte han tilbage til Danmark og indtrådte på ny i Hæren med bibehold af den i Rusland erhvervede oberstløjtnantsgrad. Efter en stærkt vekslende tjeneste ved rytterafdelingerne i Danmark og Norge havnede han endelig i sidstnævnte land og blev 1803 oberst og derefter chef for akershusiske dragoner. 1808 blev han generalmajor og chef for trondhjemske dragonregiment, og han beklædte tillige, allerede fra 1804, den under krigen 1808-09 betydningsfulde post som kommandant på grænsefæstningen Kongsvinger. Blücher afskedigedes af krigstjenesten 12. april 1809 og døde ugift i Christiania 6. juli 1814.